# November 2006
Dit artikel geeft een chronologisch overzicht van belangrijke gebeurtenissen per dag in de maand november van het jaar 2006.

## Gebeurtenissen

### 1 november
- Vanaf vandaag voert de Nederlandse generaal-majoor Ton van Loon zes maanden lang het bevel over de ISAF-missie in zuidelijk Afghanistan.
- In Hamburg waaide de zwaarste storm van de afgelopen vijftien jaar. Bij Delfzijl is een waterstand van 4,83 m boven NAP gemeten, de hoogste waterstand ooit. Het vorige record was in 1825. Op de pier in het Friese Holwerd waar de veerboot naar Ameland vertrekt, drijven door de stormvloed auto's in de Waddenzee. In Marrum verdrinken in een kwelder twintig paarden, ruim honderd andere zijn door het door de storm veroorzaakte hoge water ingesloten.
- Als onderdeel van militaire oefeningen schiet Iran tientallen testraketten af waaronder de Shahab-3 die een bereik heeft van ongeveer tweeduizend kilometer.
- Het Israëlische leger begint in de Palestijnse Gebieden met de Operatie Herfstwolken - een vervolg op Operatie Zomerregens - waarmee zij opnieuw een einde wil maken aan de Palestijnse raketbeschietingen en de ontvoerde Israëlische soldaat Gilad Shalit wederom tracht vrij te krijgen.

### 2 november
- Minister Atzo Nicolaï sluit een akkoord met de Nederlandse Antillen over hun opheffing per 1 juli 2007. Curaçao en Sint Maarten krijgen, net als Aruba, een status aparte. Bonaire, Saba en Sint Eustatius worden Nederlandse gemeenten met de status van openbaar lichaam.
- Science meldt dat er midden 21e eeuw bijna geen vissen en andere zeedieren meer zullen zijn als de bevissing niet sterk terugloopt en het zeeleven niet wordt beschermd.
- Duizenden mensen protesteren in de Kirgizische hoofdstad Bisjkek voor het aftreden van president Kurmanbek Bakijev uit onvrede over het volgens hen uitblijven van democratische hervormingen.

### 3 november
- Een honderdtal paarden dat vanwege hoog water veroorzaakt door een hevige storm bij het Friese Marrum op een eilandje vastzat, is in veiligheid gebracht.
- Mizan Zainal Abidin wordt gekozen tot 13e Yang di-Pertuan Agong (koning van Maleisië).

### 4 november
- De uitschakeling van een hoogspanningsleiding over de Eems bij het Duitse Papenburg zorgt in veel Europese landen voor een stroomuitval.
- Een man wordt in de Verenigde Staten tot 245 jaar gevangenisstraf veroordeeld vanwege het verkrachten en vermoorden van diverse personen.
- Grote stroomstoringen in delen van West-Europa. Miljoenen mensen in grote delen van Duitsland, Frankrijk, België, Spanje, Italië en Oostenrijk zitten minstens een half uur in het donker.

### 5 november
- Vanwege misdaden tegen de menselijkheid wordt de voormalige Iraakse president Saddam Hoessein tot de doodstraf (ophanging) veroordeeld. Wikinieuws

### 6 november
- De oppositiebetogingen in de Kirgizische hoofdstad Bisjkek tegen president Koermanbek Bakijev houden aan; ook de politie sluit zich erbij aan. Premier Feliks Koelov en Bakijev treden niet af, wel laat laatste enkele kabinetsleden aftreden.
- In de Keniaase hoofdstad Nairobi is een veertiendaagse klimaattop van de Verenigde Naties van start gegaan waarop de bestrijding van de opwarming van de Aarde centraal staat.
- Bij de presidentsverkiezingen in Congo neemt president Joseph Kabila een voorsprong van twintig procent.
- Bij de eerste ronde van de Nicaraguaanse presidentsverkiezingen gaat voormalig president Daniel Ortega aan kop.

### 7 november
- De vandaag gehouden Amerikaanse parlementsverkiezingen hebben erin geresulteerd dat de Democratische Partij weer een meerderheid heeft in het Huis van Afgevaardigden en in de Senaat (voorlopig) net boven de Republikeinse Partij uitkomt. Ook de gouverneursverkiezingen zijn in het voordeel van de Democraten verlopen.
- Eerwraak op meisjes blijkt in Amsterdam meer plaats te vinden dan werd verondersteld. Het gaat met name om Hindoestaanse, Pakistaanse en Afghaanse meisjes.
- Een poging van ME en Koninklijke Landmacht om het kraakpand Fort Pannerden in Doornenburg te ontruimen is gestaakt. Wikinieuws
- Deskundigen vrezen dat de huidige droogte in Australië de ernstigste is van de afgelopen duizend jaar.
- SN Brussels Airlines, opvolger van het failliete Sabena, en fusiepartner Virgin Express gaan vanaf vandaag door het leven als Brussels Airlines.
- De Nationale Recherche pakt in Amsterdam en Den Haag in totaal zes moslims op die als terroristische organisatie zouden hebben geworven voor de jihad.

### 8 november
- Israëlische artilleriebeschietingen in Beit Hanoun in de noordelijke Gazastrook doden achttien of negentien Palestijnse burgers. De Israëlische regering betreurt het gebeuren; van Palestijnse zijde roept men op tot vergelding.
- Defensieminister Donald Rumsfeld treedt vanwege de Republikeinse nederlaag af.
- In Srebrenica is een massagraf met daarin slachtoffers van het bloedbad van 1995 ontdekt.
- Als reactie op een week vol rellen besluit het parlement in Kirgizië de grondwet te wijzigen waardoor het over meer macht kan beschikken.
- Drukkerij PCM Uitgevers in Amsterdam waar Trouw, De Volkskrant en NRC Handelsblad worden gedrukt, wordt even na middernacht beschoten met een mortier.

### 9 november
- Argentinië vervolgt de Iraanse oud-president Rafsanjani vanwege een in 1994 plaatsgevonden bomaanslag op een Joods gemeenschapshuis in de hoofdstad Buenos Aires.
- De Kirgizische president Bakijev heeft een nieuwe grondwet ondertekend die zijn macht inperkt.
- Op verzoek van de vanwege moord tot twaalf jaar cel veroordeelde Ernest Louwes is het graf van weduwe Wittenberg geopend. Volgens de recherche is er niets gevonden.
- De Democraten krijgen definitief de meerderheid in zowel de Senaat als in het Huis van Afgevaardigden.

### 10 november
- De Nederlandse schrijver Hans Münstermann ontvangt voor zijn roman De Bekoring de AKO Literatuurprijs 2006.

### 11 november
- De Verenigde Staten blokkeren met een veto een ontwerpresolutie in de VN-Veiligheidsraad waarin Israël wordt veroordeeld voor de dood van achttien Palestijnse burgers in de Gazastrook op 8 november.
- De eerste Ervaringsbewijzen zijn op de Belgische Vrouwendag door de Vlaamse minister Frank Vandenbroucke in Berchem aan twee callcentermedewerksters uitgereikt.
- De 21-jarige Daniela Di Giacomo Di Giovanni werd verkozen tot Miss International 2006. Zij is hiermee de 5e Miss International uit Venezuela.

### 12 november
- De de facto onafhankelijke Georgische republiek Zuid-Ossetië heeft een referendum gehouden over onafhankelijkheid waarbij 99,9% van de kiezers voor onafhankelijkheid stemde. Tevens werd president Edoeard Kokojti met 98% van de stemmen herkozen. In een parallelle verkiezing van de Zuid-Osseetse oppositie in Georgisch gecontroleerd gebied werd voormalig Zuid-Osseets premier Dmitri Sanakojev tot leider gekozen, en stemde 94% voor een federatieve oplossing binnen Georgië. Sanakojev werd een half jaar later door Georgië erkend als leider van de door Georgië ingestelde 'Provisionele Territoriale Eenheid Zuid-Ossetië'.

### 13 november
- Vanwege de hittegolven van de afgelopen zomer wordt er in Nederland gewerkt aan een nationaal hitteplan.
- Een Romeinse muntschat uit de 3e eeuw is opgegraven in Cuijk. Het betreft een van de grootste vondsten in de Nederlandse geschiedenis.
- Bij een explosie in een kolenmijn in Shanxi (Noord-China) komen 24 mijnwerkers om het leven.
- Rijkswaterstaat deelt mee dat de najaarsstorm van 1 november extreem hoge golven van tegen de twintig meter in de Noordzee heeft voortgebracht; de gemiddelde golfhoogte was met acht meter ook zeer uitzonderlijk. Later bleek dit een meetfout te zijn.

### 14 november
- In Bagdad worden ruim honderd geleerden van het onderzoeksinstituut van het Iraakse ministerie van Hoger Onderwijs op klaarlichte dag ontvoerd.

### 15 november
- Het grootste deel van de in Bagdad ontvoerde geleerden is heelhuids terug. Vermoedelijk speelde de Iraakse politie een rol in de ontvoering.
- Het Japanse eiland Hokkaido is getroffen door een kleine tsunami, na een zware aardbeving ten noorden van Japan met een kracht van 8,1 op de Schaal van Richter.
- Het Centraal Bureau voor de Statistiek meldt dat er in de maand september 2006 in Nederland een recordaantal vacatures (219.000) waren.

### 16 november
- De leden van de Franse Socialistische Partij kiezen Ségolène Royal als hun kandidaat voor de presidentsverkiezingen van 2007.
- Justitie verzoekt tot de aanhouding van de ontsnapte tbs'er Henk Muller die tijdens een proefverlof in Heerlen aan zijn begeleiders is ontsnapt. Wikinieuws

### 17 november
- De vijfde Beatle George Martin brengt "Love" uit, een nieuw Beatles-album vol remixen van oude songs.
- Volgens de Volkskrant hebben Nederlandse militairen zich in 2003 in Zuid-Irak schuldig gemaakt aan martelingen.
- Het wereldrecord dominosteentjesomgooien tijdens Domino Day in Leeuwarden is met 4 079 381 omgevallen steentjes opnieuw gebroken.
- De 21ste film van James Bond, Casino Royale, ging in Londen in première. De hoofdrol werd gespeeld door Daniel Craig.

### 18 november
- Bij Rotterdam ontstaat brand in een partytrein van Herik Rail. Hierdoor strandt ook een andere trein met AZ-supporters op weg naar het Feyenoordstadion.
- AEL-voorman Dyab Abou Jahjah blijkt niet met Hezbollah in Libanon tegen Israël te hebben meegevochten maar volgens zijn ouders slechts bij hen te hebben verbleven.

### 19 november
- De herfst van 2006 is in Nederland de warmste ooit gemeten. De gemiddelde temperatuur komt uit boven de 13 graden Celsius, ruim een graad boven het record van 2005. Het KNMI onderzoekt waarom juist in Nederland de temperatuurstijging zo sterk is.
- Het Israëlische leger breekt vooraf aangekondigde luchtaanvallen op twee Palestijnse militieleiders in de Gazastrook af omdat een grote groep plaatselijke inwoners in en op diens huizen heeft postgevat.
- In Canberra behaalt de Deense triatleet Torbjørn Sindballe voor de tweede keer in zijn loopbaan de wereldtitel lange afstand. Bij de vrouwen gaat de zege naar de Britse Bella Comerford.

### 20 november
- Het Gerechtshof in Arnhem verklaart een werkgever in de horeca voor 50% medeverantwoordelijk voor de schade van meeroken bij een werkneemster.
- In het Duitse Emsdetten maakt de politie een einde aan een gijzeling in een middelbare school; de dader, een achttienjarige oud-leerling, pleegt zelfmoord. Wikinieuws
- De hoofden van de Italiaanse inlichtingendiensten zijn ontslagen wegens betrokkenheid bij de ontvoering van Aboe Omar, die in handen viel van de CIA en vervolgens in Egypte werd gemarteld.
- De Nederlands-Marokkaanse actrice Maryam Hassouni (21) wint een Emmy Award voor haar rol in de televisiefilm "Offers" van Dana Nechushtan.
- Uit een onderzoek van de Wereldomroep blijkt dat Nederlanders die in het buitenland verkeren vooral kroketten en frikadellen missen.

### 21 november
- Bij een mijnongeval in Zuid-Polen komen 23 mensen om.
- De Nepalese Burgeroorlog komt tot een einde, door een vredesovereenkomst tussen de democratische regering en de maoïstische rebellen.
- Een van een booreiland afkomstige helikopter maakt voor de kust bij Den Helder een noodlanding op de Noordzee.
- De Libanese minister van industrie Pierre Amine Gemayel wordt in de buurt van Beiroet vermoord.
- Volkswagen concentreert de gehele productie van de Golf in Duitsland waardoor 3500 à 4000 arbeiders in het Belgische Vorst zullen worden ontslagen.
- Twee treinbotsingen ontregelen het treinverkeer in Nederland: die van 20 november in Rotterdam, en die van deze dag in Arnhem waarbij 24 gewonden vielen.

### 22 november
- Bij de Nederlandse Tweede Kamerverkiezingen wordt het CDA de grootste partij met voorlopig 41 zetels. De PvdA daalt naar 33 zetels; de SP wint fors en wordt de derde partij met 25 zetels. Nieuwkomer PVV (Wilders) krijgt negen zetels. De PvdD komt met twee zetels in de kamer, en de LPF verdwijnt uit de kamer.

### 23 november
- In Parijs schiet een door extreemrechtse en racistische hooligans aangevallen zwarte Franse politieagent een van zijn belagers dood. Eerder had de agent een door dezelfde personen aangevallen Joodse voetbalsupporter trachten te ontzetten waarna de belagers zich tegen hem keerden.
- De Russische oud-geheim agent Aleksandr Litvinenko overlijdt in Londen, waarschijnlijk door vergiftiging met Polonium 210.
- Bij bomaanslagen in de arme wijk Sadr-stad in Bagdad komen 215 mensen om het leven.

### 24 november
- In Bagdad neemt een groep bewapende sjiieten wraak voor het grote bloedbad van de dag ervoor door zes soennieten die een moskee verlaten levend te verbranden.

### 25 november
- Koningin Beatrix benoemt Raad van State-lid en CDA'er Rein Jan Hoekstra tot 'verkenner' voor de vorming van een nieuw Nederlands kabinet.

### 26 november
- Het bestand dat sinds zes uur 's ochtends plaatselijke tijd tussen de Palestijnen in de Gazastrook en Israël van kracht is, wordt niet erkend door de Islamitische Jihad die enkele Qassam-raketten afschiet; voor de rest vinden er geen schermutselingen plaats, het Israëlische leger heeft zich uit de Gazastrook teruggetrokken.
- Mediamagnaat en oud-premier van Italië Silvio Berlusconi wordt tijdens een toespraak onwel.
- VVD-minister van Financiën Gerrit Zalm maakt in het tv-programma Buitenhof zijn vertrek uit de politiek bekend.
- In Ecuador heeft de linkse Rafael Correa de presidentsverkiezingen gewonnen van de rechtse Álvaro Noboa.

### 27 november
- Belgisch senator Patrik Vankrunkelsven komt op het spoor van een illegale internethandel in nieren voor transplantaties die door Chinese terdoodveroordeelden worden 'afgestaan'.
- Italiaans voetballer Fabio Cannavaro wint de Gouden Bal. Het komt niet vaak voor dat een verdediger deze prijs wint.
- VVD-politicus Rita Verdonk blijkt bij de Tweede Kamerverkiezingen meer voorkeurstemmen te hebben behaald dan haar lijsttrekker Mark Rutte. Het is voor het eerst in de Nederlandse geschiedenis dat een lijsttrekker voor de Tweede Kamer niet de meeste stemmen vergaart.
- De gesprekken tussen de Europese Unie en Turkije over de kwestie Cyprus mislukken.
- Door de aanhoudende aanslagen op scholen en leraren besluiten de leraren in drie zuidelijke Thaise provincies alle scholen voor onbepaalde tijd te sluiten.
- De krakers van het Fort Pannerden hebben het ultimatum om het fort te verlaten genegeerd. De krakers hadden dit fort een nacht eerder heringenomen, na begin november door de Mobiele Eenheid en genietroepen ontruimd te zijn.

### 28 november
- Na spoedberaad binnen de fractie van de VVD wordt besloten dat Mark Rutte fractieleider blijft. Eerder deze dag had Rita Verdonk aangedrongen op een commissie die het leiderschap binnen de VVD zou moeten gaan onderzoeken.
- Het Oekraïense parlement verklaart de hongersnood van 1932-1933, de Holodomor, tot genocide.
- Uit een audit door het Waals Gewest blijkt dat de gemeente Charleroi al jaren een financieel wanbeheer voert.
- Quebeccers worden erkend als aparte natie binnen Canada. Het Canadees parlement heeft een resolutie aangenomen waarin de Franstalige inwoners erkenning krijgen binnen het verder Engelstalige land.

### 29 november
- Bij de door veel technische problemen geplaagde RandstadRail vinden bij Den Haag twee ontsporingen plaats. De dienst wordt op last van de Inspectie Verkeer en Waterstaat voor een groot gedeelte gestaakt voor onderzoek.
- VVD-minister Rita Verdonk wordt door een school in Rotterdam aangegeven vanwege kindermishandeling. De schoolleiding wil hiermee voorkomen dat twee Somalische leerlingen het land worden uitgezet.
- In Brussel komt er op een online databank van Nederlandstalige medici, zodat patiënten medische zorgverleners die hun taal spreken beter kunnen vinden.
- René Froger maakt bekend, dat hij na Frans Bauer ook optredens in Ahoy' af moet zeggen. René heeft problemen met zijn luchtwegen.

### 30 november
- De voor het eerst in nieuwe bezetting bijeenzijnde Tweede Kamer neemt met 75 tegen 74 stemmen een motie aan waarin VVD-minister Verdonk wordt opgedragen een generaal pardon te verlenen aan 26 000 vóór 2001 uitgeprocedeerde asielzoekers.
- Van ruim 100 van de 350 ramen voor prostitutie in de rosse buurt aan de Amsterdamse Wallen wordt de vergunning ingetrokken, dit heeft de Gemeente Amsterdam besloten. Zij moeten binnen vier weken sluiten.
- Na de overstap van de ultraliberale politici Jean-Marie Dedecker en Boudewijn Bouckaert naar de N-VA verbreekt het CD&V het kartel met die partij.
- In Nederland worden 149 Tweede Kamerleden voor de komende periode beëdigd. Nummer 150, Hugo Polderman (SP), zal pas op 5 december worden beëdigd.
- Het Japanse lagerhuis stemt sinds de Tweede Wereldoorlog voor het eerst in met de vorming van een ministerie van Defensie. Minister van Buitenlandse Zaken Aso deelt mee dat Japan een kernwapen kan maken maar dat daar geen officiële plannen voor bestaan.
- Door een recordhoge koperprijs worden de afgelopen maanden veel koperen onderdelen zoals spoorwegkabels, bliksemafleiders en zonnewijzers gestolen.
- De twee gegijzelde Telegraaf-verslaggevers Joost de Haas en Bart Mos zijn vrijgelaten.
- In Amsterdam-Zuid worden drie maffiabazen gearresteerd. Twee van hen zijn van de Napolitaanse Camorra. Zij onderhielden een drugslijn tussen Amsterdam en Italië.

← · januari · februari · maart · april · mei · juni · juli · augustus · september · oktober · november · december ·  →